# Oldřichov na Hranicích
Oldřichov na Hranicích (německy Böhmisch Ullersdorf) je polovina historické vesnice Ullersdorf, která je dnes částí města Hrádek nad Nisou v okrese Liberec. Nachází se asi 2,5 kilometru severovýchodně od Hrádku nad Nisou. Oldřichov na Hranicích je také název katastrálního území o rozloze 5,55 km².
Nyní leží na česko-polském pomezí a od druhé části obce, dnes polského Kopaczowa ji odděluje pouze Oldřichovský potok (polsky Lubota), z části hranici tvoří střed zdejší silnice, které se říká Neutrálka. V polské části zůstal původně renesanční kostel sv. Josefa z počátku 16. století, barokně přestavěný v 18. století, s dřevěným stropem a barokním oltářem.

## Původ názvu
Liberecký jazykovědec Erich Gierach publikoval v roce 1931 stať, podle které údajně zjistil, že nejstarší podoba jména Oldřichov je latinská. Pochází z roku 1287 a zní Vlrici villa. Dále se používaly zkomolené podoby německé od Vlrichsdorf z roku 1381, přes Ulyrsdorff z roku 1454, až k Ullersdorf z 16. století.
Název obce Oldřichov na Hranicích pochází z roku 1923, kdy došlo k českému označení všech významnějších sídel a krajinných celků pojmenovaných v oblasti Sudet pouze německy. Většina původních německých jmen byla doslovně přeložena, ta nepřeložitelná byla počeštěna a oficiálně se používaly obě podoby. Úředníci pro české pojmenování využili německý název, dochovaný v jakémsi urbáři z roku 1381, který zněl Ulrichsdorf, tedy Oldřichova ves. Dodatek na Hranicích měl obec odlišit od Horního Oldřichova (dnes Kopaczów), tak od nedalekého Oldřichova v Hájích. Po skončení druhé světové války se jméno Oldřichov na Hranicích stalo jediným oficiálním pojmenováním.

## Historie
První písemná zmínka o vesnici pochází z roku 1381.
K administrativnímu rozdělení původního Ullersdorfu na Český Oldřichov (Böhmisch Ullersdorf) a Horní Oldřichov (Ober Ullersdorf) došlo již v 16. století, kdy severní část připadla k panství Frýdlant, jižní k panství Grabštejn (obě panství však zůstaly součástí zemí Koruny české). Pro místní obyvatele významnou změnu přinesla třicetiletá válka, kdy v roce 1635 uzavřel rakouský císař Ferdinand II. Štýrský se Saskem mír a daroval mu za to Horní a Dolní Lužici. Až do roku 1849, kdy zde byla stanovena moderní státní hranice, měla státní hranice velice komplikovaný průběh, přičemž součástí Saska byl celý severovýchod Oldřichova, jakož i střed zástavby (v tomto středu zástavby se nacházejí čísla popisná 43, 44, 46, 50, 51, 52, 129, 133, 157, 158, 159). Celou situaci značně znepřehledňovalo celkem osm exkláv Čech, z nichž sedm se nacházelo na území moderního Polska a dále dva výběžky, rovněž na území moderního Polska, přičemž v těchto někdejších českých výběžcích a několika exklávách už tehdy stála část zástavby dnešního polského Kopaczowa.
Po komunistickém puči v roce 1948 se poměry přiostřily – na hranici byly vztyčeny sloupy se čtrnácti řadami ostnatých drátů, okolí hranice bylo rozoráno.

## Vstup do Schengenského prostoru
O půlnoci na 21. prosince 2007 došlo k zapojení České republiky, Polska a dalších zemí do rozšířeného Schengenského prostoru. Hlavní oslavy se odehrály na česko–německo–polském trojmezí mezi nedalekými městy Hrádek nad Nisou, Porajów a Žitava, kde německá kancléřka Angela Merkelová, polský premiér Donald Tusk, český premiér Mirek Topolánek a předseda Evropské komise José Barroso symbolicky přeřízli dřevěnou maketu hraniční závory.
Místní politici – starosta Hrádku Martin Půta a starosta polské Bogatyně Andrzej Grzmielewicz otevřeli v minulosti přísně střeženou hranici, přeřízli a odstranili železné zátarasy z mostku přes hraniční Oldřichovský potok, které dělily Oldřichov na Hranicích od Kopaczowa.

## Hospodářství
Mimo zastavěné území obce probíhá těžba štěrkopísku.